# Bergisel
El Bergisel es un monte de 746 m. que se sitúa al sur de Innsbruck, Austria, en el área de Wilten, donde el río Sill se junta con el río Eno.
La primera sílaba de la palabra, Berg-, no corresponde etimológicamente a la palabra alemana berg que significa «montaña». El nombre contemporáneo de Bergisel se deriva de la palabra prerromana burgusinus (posición elevada), que luego fue alterada por la etimología popular. Esto había causado el deletreo ocasional de Berg Isel o su equivalente español Monte Isel.
En 1809, Bergisel fue donde tuvieron lugar las cuatro batallas de Bergisel bajo el comando del luchador por la libertad, Andreas Hofer.  En 1892, se erigió la estatua de Hofer en conmemoración de las batallas.
Desde 1952, el monte alberga el Salto de esquí de Bergisel o Bergiselschanze (en alemán), que alberga uno de los cuatro eventos que componen el Torneo de las Cuatro Colinas. El Bergiselschanze fue construido de hormigón para los Juegos Olímpicos de invierno 1964 para reemplazar a uno más viejo y pequeño. También se usó para los Juegos Olímpicos de invierno 1976. Una nueva rampa se inauguró en 2003, diseñada por la arquitecta Zaha Hadid, ya que la vieja ya no cumplían los requisitos contemporáneos de salto de esquí.
Hasta que tuviera lugar un accidente que conllevó un pánico de masas, con varias muertes, el estadio de Bergisel era además donde se celebraba el festival de snowboard Air & Style.
Tanto el ferrocarril Brenner como el Brennerautobahn tienen túneles debajo del Bergisel. El cañón de Sill, un sitio de recreación, se sitúa en su base.
Se puede llegar al Bergisel mediante el Stubaitalbahn de Innsbruck, tomando la salida en la Estación Sonnenburgerhof, o mediante el Tram 1 en la Estación Bergisel.

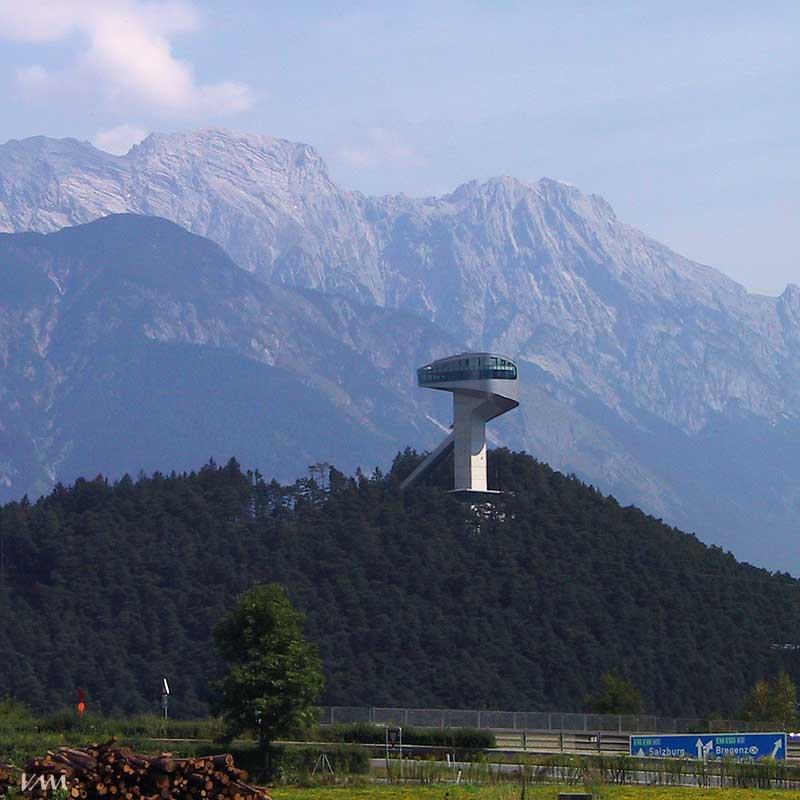
Vista de Bergisel desde el Paso del Brennero.
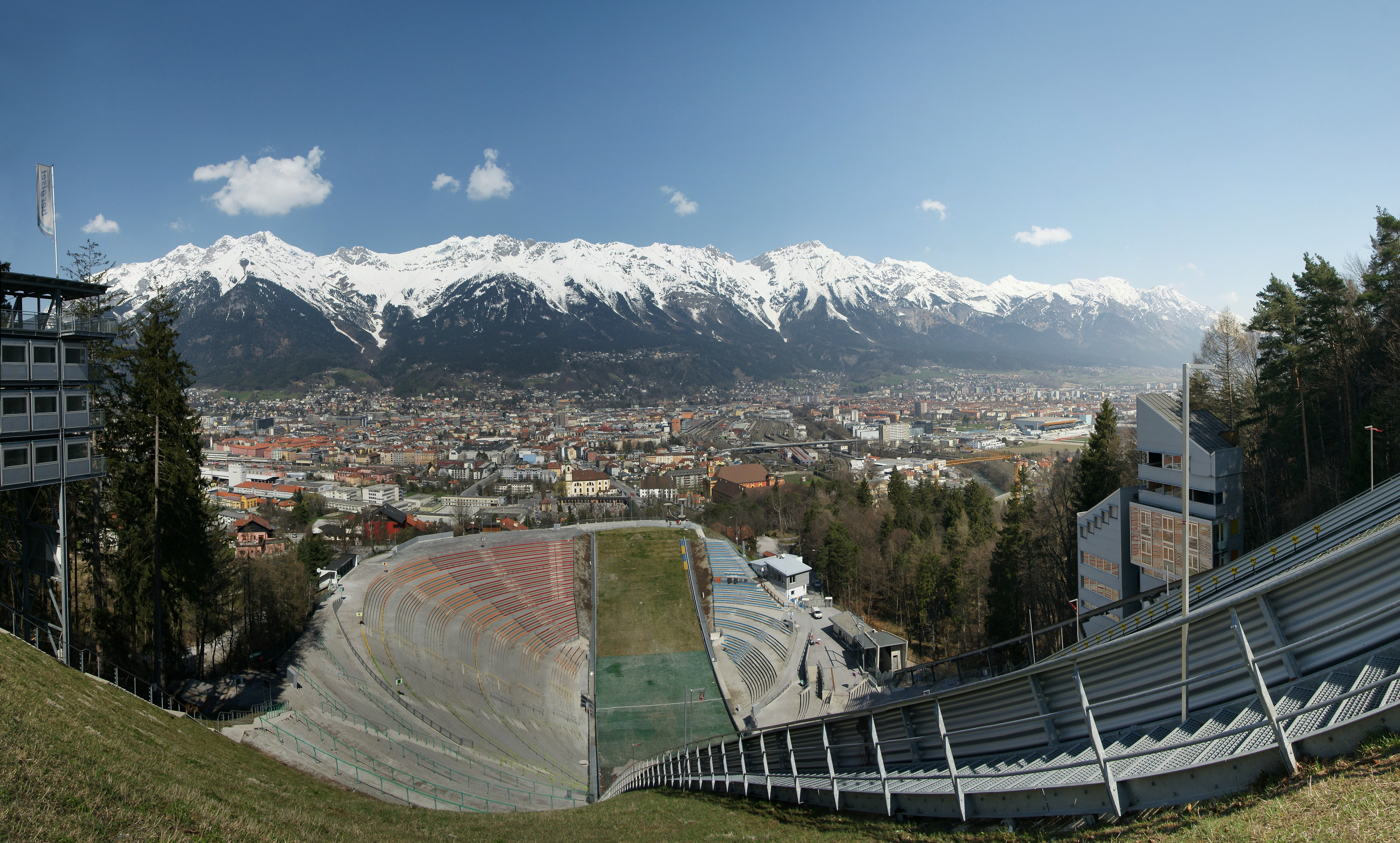
Vista desde el salto del Bergiselschanze.
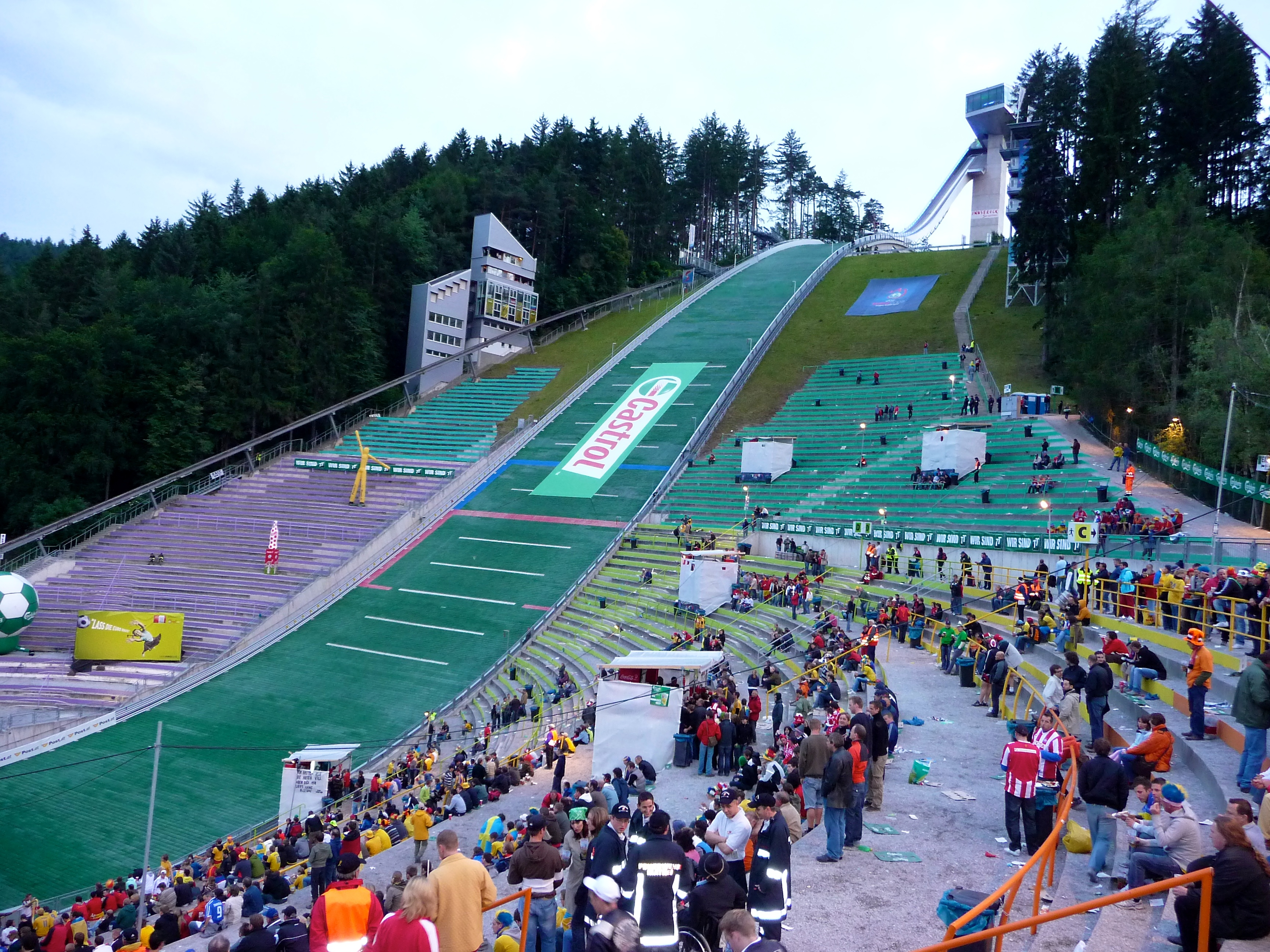